# Kel-Tec P11
Kel-Tec P11 je ena najmanjših sodobnih kompaktnih polavtomatskih pištol izdelanih v danes najbolj priljubljenem kalibru 9x19. Izdeluje jo ameriško podjetje Kel-Tec CNC Inc. in je izjemno priljubljeno obrambno orožje, ki je zaradi svojih majhnih dimenzij, velikega kalibra in zadostne kapacitete okvirja postaja pogosta izbira agentov varnostnih agencij v civilu.

## Delovanje in materiali
Kel-Tec P11 je pištola, ki deluje samo v režimu dvojnega delovanja sprožilca, princip delovanja pa je modificiran browningov princip kratkega trzanja cevi, ki zaklepa v razširjeno ležišče naboja. Dolžina cevi je prilagojena tako, da ravno še ustreza temu delovanju, saj bi pri krajši cevi prihajalo do motenj in zastojev.
Cev pištole je izdelana iz posebnega jekla SAE 4140 in je obdelana do 47 HRC. Tudi zaklepišče je izdelano iz enakega materiala, vanj pa je sta vdelana tako udarna igla kot izmetač tulcev. Na ravni zgornji strani zaklepišča so nameščeni klasični odprti nenastavljivi tritočkovni merki. Ogrodje pištole z vgrajenim prožilnim mehanizmom je izdelano iz aluminija 7075-T6.
Sprožilec preko konektorja proži striker, ta pa energijo prenese na netilko naboja. Zaradi uporabe strikerja na pištoli ni zunanjih varovalk, vodilo za spuščanje zaklepišča v prednji položaj pa se, prav tako kot gumb za izmet praznega nabojnika, nahaja na levi strani pištole. Ročaj pištole je izdelan iz polimera DuPont ST-8018 in je oblikovan tako, da ima povečano odprtino za vstavljanje okvirja. Na voljo je v črni in olivno zeleni barvi.
Poleg originalnih okvirjev pištola sprejme tudi standardne Smith & Wessonove okvirje velike kapacitete.